# Leontodon rigens
Leontodon rigens là một loài thực vật có hoa trong họ Cúc. Loài này được Paiva & Ormonde mô tả khoa học đầu tiên năm 1973.